# Luzech
 (novembre 2017).
Si vous disposez d'ouvrages ou d'articles de référence ou si vous connaissez des sites web de qualité traitant du thème abordé ici, merci de compléter l'article en donnant les références utiles à sa vérifiabilité et en les liant à la section « Notes et références ».
Luzech (prononcé [lyzɛʃ] ou [lyzɛk], Lusèg en occitan) est une commune française, située dans le sud-ouest du département du Lot en région Occitanie.
Exposée à un climat océanique altéré, elle est drainée par le Lot et par divers autres petits cours d'eau. La commune possède un patrimoine naturel remarquable composé de quatre zones naturelles d'intérêt écologique, faunistique et floristique.
Luzech est une commune rurale qui compte 1 758 habitants en 2022. Elle est ville-centre de l'agglomération de Luzech et fait partie de l'aire d'attraction de Cahors. Ses habitants sont appelés les Luzechois ou  Luzechoises.

## Géographie

### Localisation

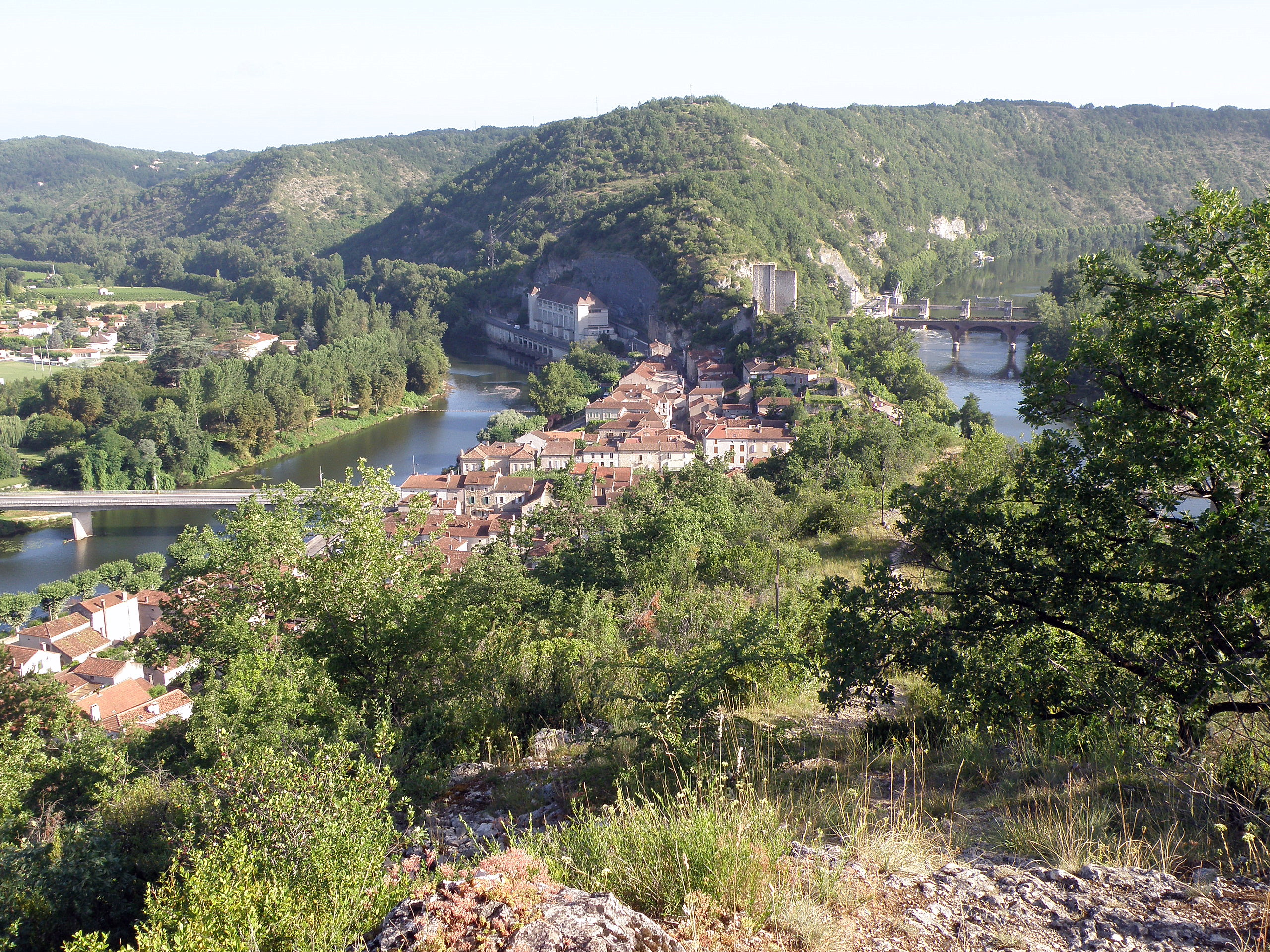
Le village dans le méandre du Lot

Luzech est située au centre d'une petite unité urbaine du Quercy, au cœur du vignoble du vin de Cahors (AOC) sur l'ancienne ligne Monsempron-Libos - Cahors entre Fumel et Cahors.
Encerclée par la rivière Lot, Luzech est une presqu'île, étape du circuit "Porté par le Lot". Animée par un tissu associatif actif, la ville propose de nombreuses activités socio-culturelles et sportives.
Le village historique, est située dans un isthme formé par le Lot, de 90 m de large (soit 300 pieds romains), bordée au nord par la colline de l'Impernal (150 m d'altitude), au sud par celle de la Pistoule (70 m d'altitude) que la rivière contourne d'une boucle, appelée cingle (méandre).
La place centrale est établie sur l'emplacement d'un ancien canal, créé pour la navigation en 1840, comblé entre 1940 et 1950. Il abrégeait la navigation d'environ 5 km. Dans le cadre du projet de navigabilité du Lot, jusqu'à Aiguillon, Luzech est actuellement un verrou infranchissable et de nombreux projets sont en cours pour le faire sauter[réf. nécessaire].

### Communes limitrophes
Luzech est limitrophe de six autres communes.
Les communes limitrophes sont  Albas, Castelfranc, Crayssac, Labastide-du-Vert, Parnac et Saint-Vincent-Rive-d'Olt.
| Castelfranc | Labastide-du-Vert | Crayssac                 |
|             | Luzech            | Parnac                   |
| Albas       |                   | Saint-Vincent-Rive-d'Olt |

### Hydrographie

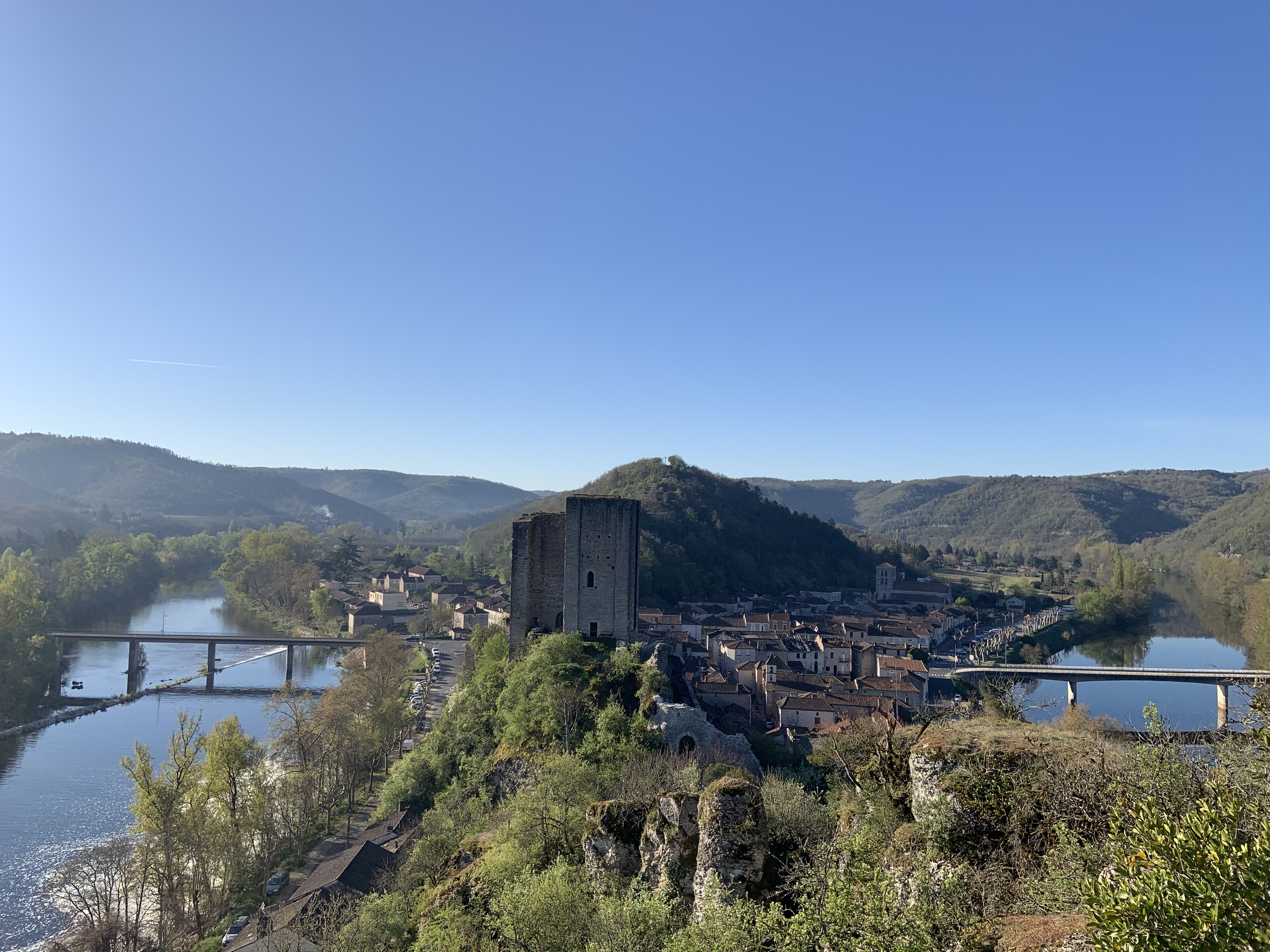
méandre du Lot à Luzech

La commune est arrosée par le Lot.

### Géologie et relief
La superficie de la commune est de 2 213 hectares ; son altitude varie de 84  à   323 mètres.

### Voies de communication et transports
Accès avec la route RD 811 (ex RN 111) puis les routes départementales D 9 ou D 8. Une gare SNCF y a été exploitée de 1869 à 1971 sur la ligne de Monsempron-Libos à Cahors.

### Climat
Pour des articles plus généraux, voir Climat de l'Occitanie et Climat du Lot.
En 2010, le climat de la commune est de type climat océanique altéré, selon une étude s'appuyant sur une série de données couvrant la période 1971-2000. En 2020, Météo-France publie une typologie des climats de la France métropolitaine dans laquelle la commune est toujours exposée à un climat océanique altéré et est dans la région climatique Aquitaine, Gascogne, caractérisée par une pluviométrie abondante au printemps, modérée en automne, un faible ensoleillement au printemps, un été chaud (19,5 °C), des vents faibles, des brouillards fréquents en automne et en hiver et des orages fréquents en été (15 à 20 jours).
Pour la période 1971-2000, la température annuelle moyenne est de 13,2 °C, avec une amplitude thermique annuelle de 15,6 °C. Le cumul annuel moyen de précipitations est de 837 mm, avec 11,4 jours de précipitations en janvier et 6,6 jours en juillet. Pour la période 1991-2020, la température moyenne annuelle observée sur la station météorologique la plus proche, située sur la commune d'Anglars-Juillac à 7 km à vol d'oiseau, est de 13,5 °C et le cumul annuel moyen de précipitations est de 822,6 mm,. Pour l'avenir, les paramètres climatiques de la commune estimés pour 2050 selon différents scénarios d’émission de gaz à effet de serre sont consultables sur un site dédié publié par Météo-France en novembre 2022.

### Milieux naturels et biodiversité
L’inventaire des zones naturelles d'intérêt écologique, faunistique et floristique (ZNIEFF) a pour objectif de réaliser une couverture des zones les plus intéressantes sur le plan écologique, essentiellement dans la perspective d’améliorer la connaissance du patrimoine naturel national et de fournir aux différents décideurs un outil d’aide à la prise en compte de l’environnement dans l’aménagement du territoire.
Trois ZNIEFF de type 1 sont recensées sur la commune :
- la « Cévenne de Caïx » (72 ha)[10] ;
- le « cours inférieur du Lot » (1 209 ha), couvrant 25 communes dont 23 dans le Lot et deux dans le Lot-et-Garonne[11],
- « la Cévenne de Teulettes à Luzech » (142 ha)[12] ;

et une ZNIEFF de type 2, : 
la « vallée du Vert » (4 238 ha), couvrant 17 communes du département.

Cartes des ZNIEFF de type 1 et 2 à Luzech.
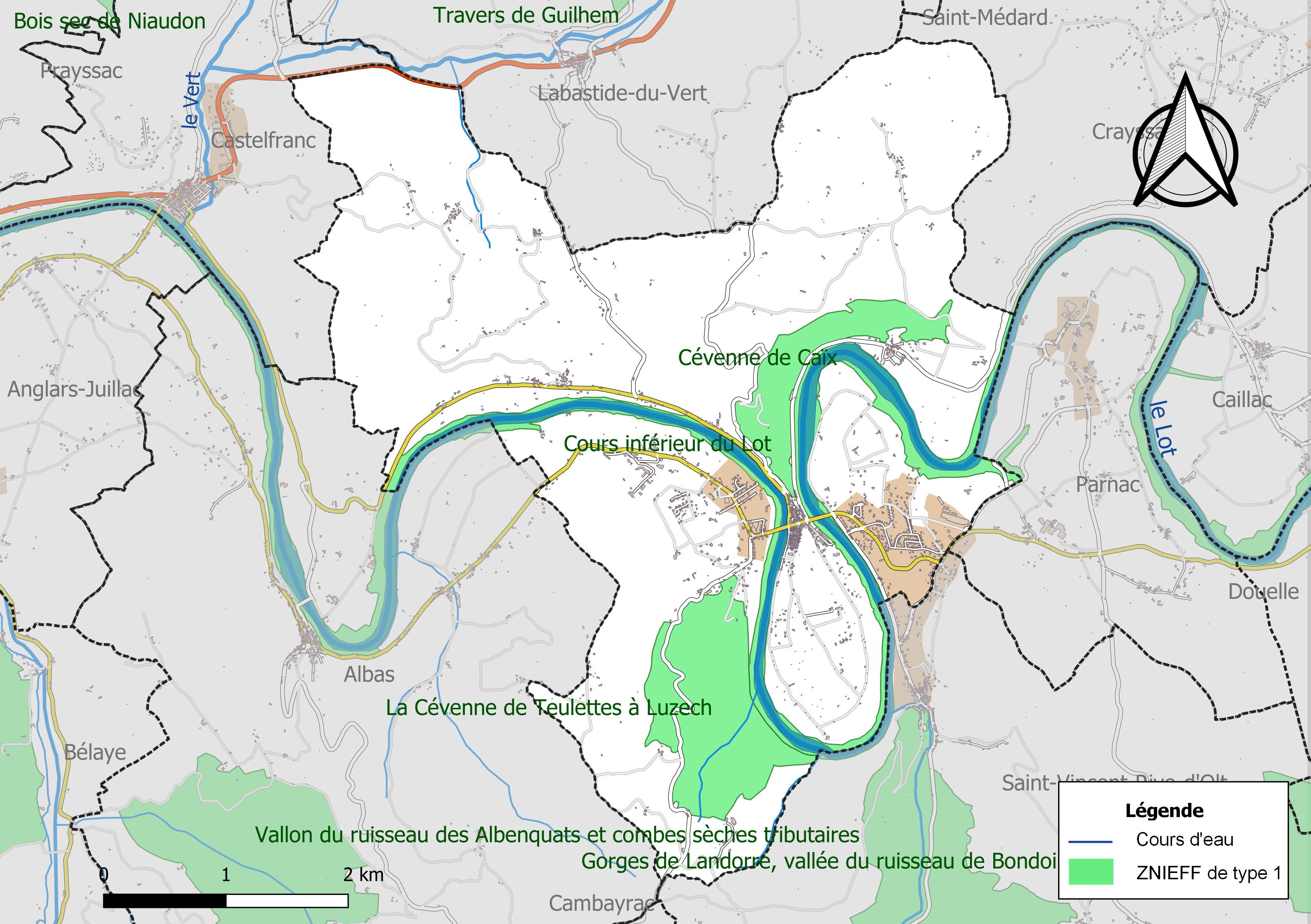
Carte des ZNIEFF de type 1 sur la commune.
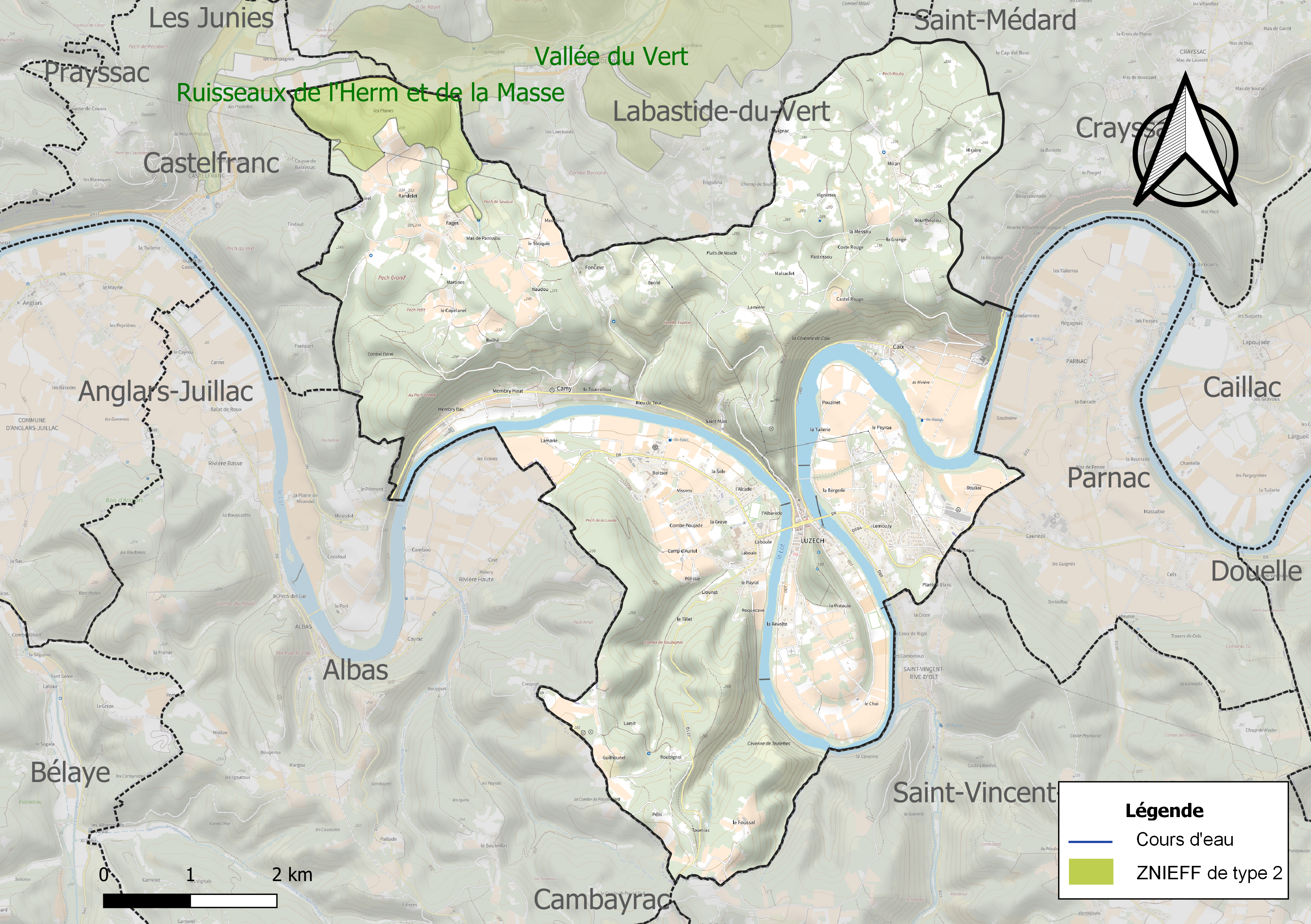
Carte de la ZNIEFF de type 2 sur la commune.

## Urbanisme

### Typologie
Au 1er janvier 2024, Luzech est catégorisée bourg rural, selon la nouvelle grille communale de densité à sept niveaux définie par l'Insee en 2022.
Elle appartient à l'unité urbaine de Luzech, une agglomération intra-départementale regroupant trois  communes, dont elle est ville-centre,,. Par ailleurs la commune fait partie de l'aire d'attraction de Cahors, dont elle est une commune de la couronne,. Cette aire, qui regroupe 78 communes, est catégorisée dans les aires de 50 000 à moins de 200 000 habitants,.

### Occupation des sols
L'occupation des sols de la commune, telle qu'elle ressort de la base de données européenne d’occupation biophysique des sols Corine Land Cover (CLC), est marquée par l'importance des forêts et milieux semi-naturels (54 % en 2018), une proportion sensiblement équivalente à celle de 1990 (53,4 %). La répartition détaillée en 2018 est la suivante : 
forêts (37,2 %), milieux à végétation arbustive et/ou herbacée (16,9 %), cultures permanentes (16,5 %), zones agricoles hétérogènes (15,8 %), eaux continentales (7,4 %), zones urbanisées (5,1 %), prairies (1,1 %). L'évolution de l’occupation des sols de la commune et de ses infrastructures peut être observée sur les différentes représentations cartographiques du territoire : la carte de Cassini (XVIIIe siècle), la carte d'état-major (1820-1866) et les cartes ou photos aériennes de l'IGN pour la période actuelle (1950 à aujourd'hui).

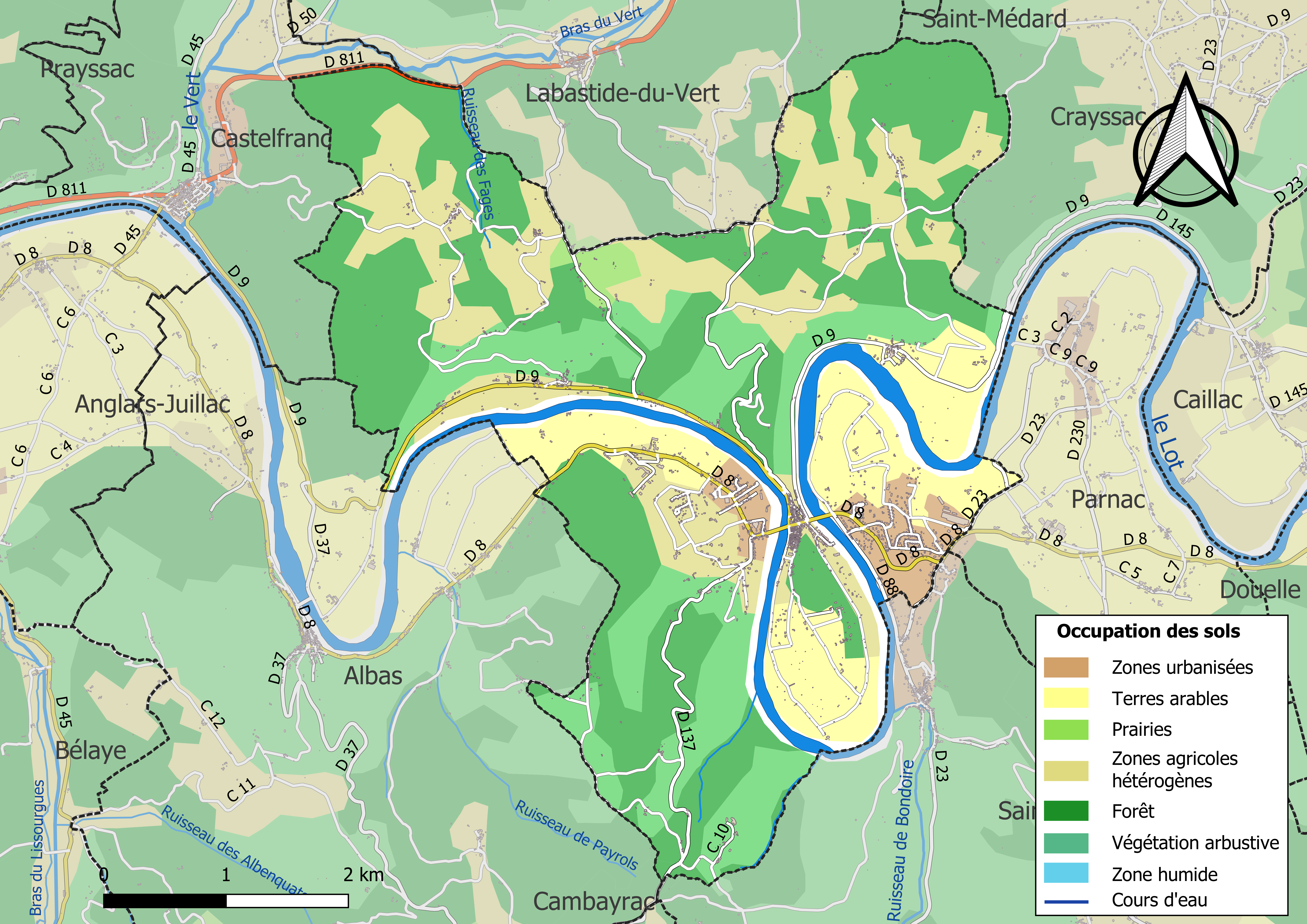
Carte des infrastructures et de l'occupation des sols de la commune en 2018 (CLC).

### Risques majeurs
Le territoire de la commune de Luzech est vulnérable à différents aléas naturels : météorologiques (tempête, orage, neige, grand froid, canicule ou sécheresse), inondations, feux de forêts, mouvements de terrains et séisme (sismicité très faible). Il est également exposé à deux risques technologiques, le transport de matières dangereuses et la rupture d'un barrage. Un site publié par le BRGM permet d'évaluer simplement et rapidement les risques d'un bien localisé soit par son adresse soit par le numéro de sa parcelle.

#### Risques naturels
La commune fait partie du territoire à risques importants d'inondation (TRI) de Cahors, regroupant 14 communes concernées par un risque de débordement du Lot et du ruisseau du Bartassec, un des 18 TRI qui ont été arrêtés fin 2012 sur le bassin Adour-Garonne. L'événement passé le plus significatif est la crue des 9 et 10 mars 1927 où le Lot a atteint 8,90 m à Cahors après une montée très rapide des eaux. Seules les crues de 1783 et 1833 ont dépassé ces valeurs. Les dégâts ont été très importants. Deux crues survenues sur le Bartassec en 1996 et 2010 ont eu un très fort impact sur les activités économiques de l'agglomération de Cahors. Des cartes des surfaces inondables ont été établies pour trois scénarios : fréquent (crue de temps de retour de 10 ans à 30 ans), moyen (temps de retour de 100 ans à 300 ans) et extrême (temps de retour de l'ordre de 1 000 ans, qui met en défaut tout système de protection). La commune a été reconnue en état de catastrophe naturelle au titre des dommages causés par les inondations et coulées de boue survenues en 1982, 1992, 1993, 1996, 1999, 2003 et 2021,.
Luzech est exposée au risque de feu de forêt. Un plan départemental de protection des forêts contre les incendies a été approuvé par arrêté préfectoral le 30 novembre 2015 pour la période 2015-2025. Les propriétaires doivent ainsi couper les broussailles, les arbustes et les branches basses sur une profondeur de 50 mètres, aux abords des constructions, chantiers, travaux et installations de toute nature, situées à moins de 200 mètres de terrains en nature
de bois, forêts, plantations, reboisements, landes ou friches. Le brûlage des déchets issus de l’entretien des parcs et jardins des ménages et des collectivités est interdit. L’écobuage est également interdit, ainsi que les feux de type méchouis et barbecues, à l’exception de ceux prévus dans des installations fixes (non situées sous couvert d'arbres) constituant une dépendance d'habitation.

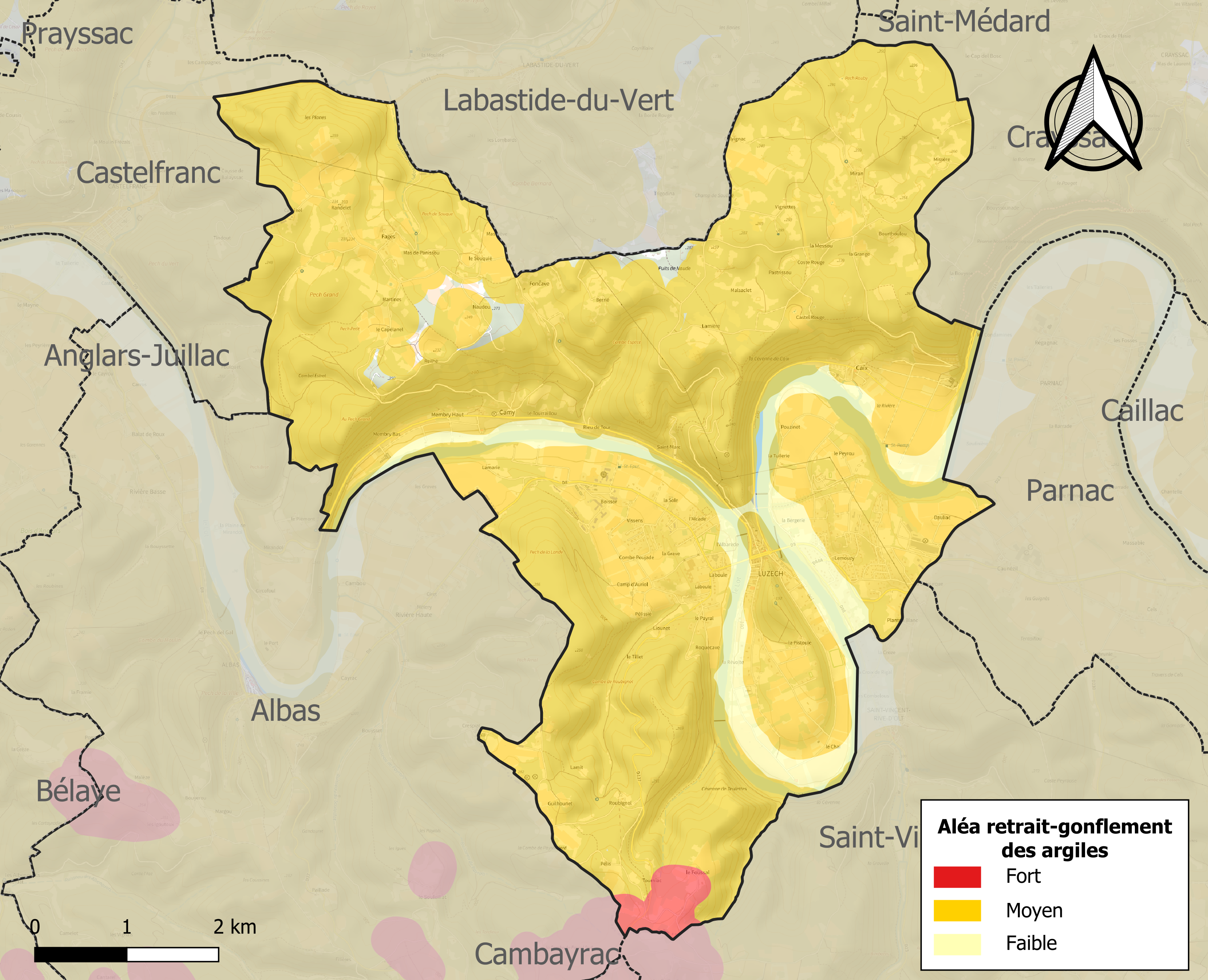
Carte des zones d'aléa retrait-gonflement des sols argileux de Luzech.

Les mouvements de terrains susceptibles de se produire sur la commune sont des affaissements et effondrements liés aux cavités souterraines (hors mines), des éboulements, chutes de pierres et de blocs, des glissements de terrain et des tassements différentiels. Par ailleurs, afin de mieux appréhender le risque d’affaissement de terrain, l'inventaire national des cavités souterraines permet de localiser celles situées sur la commune.
Le retrait-gonflement des sols argileux est susceptible d'engendrer des dommages importants aux bâtiments en cas d’alternance de périodes de sécheresse et de pluie. 92 % de la superficie communale est en aléa moyen ou fort (67,7 % au niveau départemental et 48,5 % au niveau national). Sur les 941 bâtiments dénombrés sur la commune en 2019, 871 sont en aléa moyen ou fort, soit 93 %, à comparer aux 72 % au niveau départemental et 54 % au niveau national. Une cartographie de l'exposition du territoire national au retrait gonflement des sols argileux est disponible sur le site du BRGM,.
Par ailleurs, afin de mieux appréhender le risque d’affaissement de terrain, l'inventaire national des cavités souterraines permet de localiser celles situées sur la commune.
Concernant les mouvements de terrains, la commune a été reconnue en état de catastrophe naturelle au titre des dommages causés par la sécheresse en 1989, 2011, 2015 et 2017 et par des mouvements de terrain en 1999 et 2017.

#### Risques technologiques
Le risque de transport de matières dangereuses sur la commune est lié à sa traversée par une route à fort trafic. Un accident se produisant sur une telle infrastructure est susceptible d’avoir des effets graves sur les biens, les personnes ou l'environnement, selon la nature du matériau transporté. Des dispositions d’urbanisme peuvent être préconisées en conséquence.
La commune est en outre située en aval des barrages de Grandval et de Sarrans, des ouvrages de classe A disposant d'une retenue de respectivement 270,6 millions et 296 millions de mètres cubes,. À ce titre elle est susceptible d’être touchée par l’onde de submersion consécutive à la rupture d'un de ces ouvrages.

## Toponymie
Le toponyme Luzech pourrait être basé les noms gaulois Lucetios, Luteus ou Lutos suivi de -ecia.

## Histoire
Luzech fut déjà habité aux temps préhistoriques, notamment sur le Pech de la Nène. Avant la conquête romaine, les Gaulois bâtirent un oppidum sur l'Impernal, fortifié naturellement par son caractère escarpé.
Luzech a fait partie des quelques sites du Lot qui ont été pressentis pour avoir été le célèbre camp retranché d'Uxellodunum. L'hypothèse défendue un temps par Napoléon III, qui se rallia finalement à la localisation au Puy d'Issolud, fut encore défendue, avec une certaine notoriété, par un érudit local, Émile Albouy, en 1957. Toutefois les fouilles récentes de la Fontaine de Loulié au Puy d'Issolud ont entraîné un consensus scientifique sur la question, même si des particuliers défendent encore d'autres sites que le Puy d'Issolud. Pour cette raison les visiteurs emprunteront la rue Uxellodunum pour aller à la poste, et pourront stationner sur la place Lucterius qui fut l'héroïque chef de cette résistance, et dont le buste majestueux se trouve à l'entrée de la bibliothèque de Cahors.
Au Moyen Âge, des remparts enserraient de tous les côtés la ville construite au pied du château dont la plus vieille mention remonte au même siècle. Plusieurs portes donnaient accès à la cité, traversée du nord au sud par la Grand'rue allant de la porte du Ruffier à la porte du Fossé. Cette voie s'ouvre sur de nombreuses ruelles.
Luzech fut le siège d'une des quatre baronnies du Quercy. Elle fut appelée la ville des barons pour marquer l'importance de la famille des De Luzech, qui la conserva du XIe siècle jusqu'au début du XVIIe siècle, époque où elle passe alors dans la maison des Rastignac qui l'occupèrent jusqu'à la Révolution.
Prise par Richard Cœur de Lion en 1188[réf. nécessaire], Luzech tombe plus tard aux mains des Albigeois, mais au cours de la croisade du début du XIIIe siècle, cette place forte est prise et brûlée par les croisés de Simon de Montfort. Elle sera acquise par la suite par Guillaume de Cardaillac, évêque de Cahors, qui deviendra seigneur de Luzech. Les barons en seront les co-seigneurs.
La guerre de Cent Ans exerce des ravages : la plupart des châteaux tombent aux mains des Anglais, mais ceux-ci ne mettent jamais à exécution leur projet d'assiéger Luzech[réf. nécessaire].
Les Chapt de Rastignac, famille originaire du Limousin avait hérité en Quercy des biens des barons de Luzech, en 1600, grâce au mariage de Jacquette de Ricard de Gourdon, veuve de Jean II de Luzech, avec Jean Chapt de Rastignac. Celui-ci, attaché au service de Louis XIII, puis de Louis XIV, évita au bourg de Luzech les aléas de la Fronde. En 1617, la terre de Rastignac fut érigée en marquisat, et Jean devint maréchal de camp. Dans une lettre à lui adressée, Louis XIII écrivit : "(...) Je vous ay toujours en la considération que vous méritez. Sur ce, je prie Dieu, Monsieur le comte, de vous avoir en Sa Sainte Garde."[réf. nécessaire]
Ils possédèrent Luzech jusqu'au milieu du XVIIIe siècle. Leur descendant, Alfred de la Rochefoucauld, dont la mère était née Zénaïde de Rastignac, vendra tous les biens de la famille, et cédera à la commune ce qui restait du château des Barons.

## Politique et administration

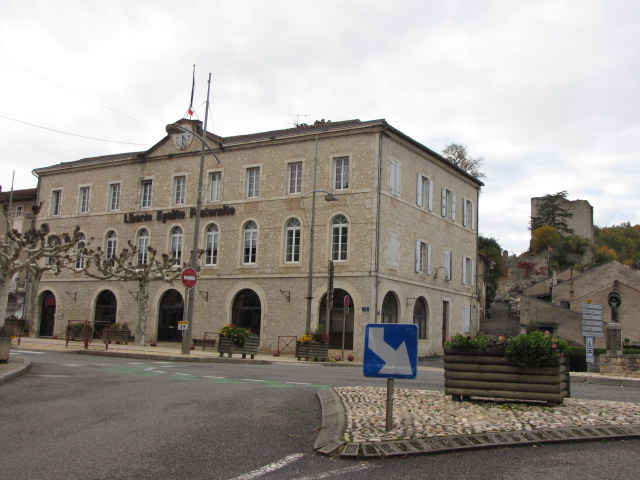
Mairie.

### Administration municipale
Le nombre d'habitants au recensement de 2011 étant compris entre 1 500 habitants et 2 499 habitants, le nombre de membres du conseil municipal pour l'élection de 2014 est de dix neuf,.

### Rattachements administratifs et électoraux
Commune faisant partie de l'arrondissement de Cahors de la communauté de communes de la Vallée du Lot et du Vignoble et du canton de Luzech.

### Liste des maires
| Période                                  | Période  | Identité                              | Étiquette | Qualité            |
| ---------------------------------------- | -------- | ------------------------------------- | --------- | ------------------ |
| 1802                                     | 1804     | Pierre Fraugie-Latour                 |           |                    |
| 1804                                     | 1816     | Moïse Bernie                          |           |                    |
| 1816                                     | 1840     | Jean-Amans Lurguie                    |           |                    |
| 1840                                     | 1843     | François Etienne Eugène Lurguie       |           |                    |
| 1844                                     | 1880     | Jean-Baptiste Auguste Boutarel-Membry |           |                    |
| 1880                                     | 1888     | Denis Prosper Bergon                  |           |                    |
| 1888                                     | 1892     | Justin Guilhou                        |           |                    |
| 1892                                     | 1901     | Jean-Baptiste Bagel                   |           |                    |
| 1901                                     | 1903     | Camille Delmouly                      |           |                    |
| 19..                                     | 1922     | Desprats                              |           |                    |
| 1923                                     | 1926     | Daniel Martin                         |           |                    |
| 1929                                     | 1941     | Poujade                               |           | Pharmacien         |
| 1947                                     | 1959     | Bonnafous                             |           |                    |
| mars 1965                                | 1985     | André Carles                          | RPR       |                    |
| mars 1985                                | 1987     | Roger Baudel                          |           | Agriculteur        |
| Novembre 1987                            | 1989     | André Carles                          | RPR       |                    |
| mars 1989                                | 1995     | Henri Castagnède                      | PRG       | Conseiller général |
| mars 1995                                | 2014     | Jean-Claude Baldy                     | app. PRG  |                    |
| mars 2014                                | 2020     | Gérard Alazard                        |           |                    |
| 2020                                     | En cours | Bernard Piaser                        |           |                    |
| Les données manquantes sont à compléter. |          |                                       |           |                    |

## Démographie
L'évolution du nombre d'habitants est connue à travers les recensements de la population effectués dans la commune depuis 1793. Pour les communes de moins de 10 000 habitants, une enquête de recensement portant sur toute la population est réalisée tous les cinq ans, les populations de référence des années intermédiaires étant quant à elles estimées par interpolation ou extrapolation. Pour la commune, le premier recensement exhaustif entrant dans le cadre du nouveau dispositif a été réalisé en 2005.

En 2022, la commune comptait 1 758 habitants, en évolution de −2,6 % par rapport à 2016 (Lot : +1,31 %, France hors Mayotte : +2,11 %).
| 1793  | 1800  | 1806  | 1821  | 1831  | 1836  | 1841  | 1846  | 1851  |
| ----- | ----- | ----- | ----- | ----- | ----- | ----- | ----- | ----- |
| 2 430 | 2 049 | 2 030 | 1 730 | 1 591 | 1 610 | 1 707 | 1 766 | 1 808 |

| 1856  | 1861  | 1866  | 1872  | 1876  | 1881  | 1886  | 1891  | 1896  |
| ----- | ----- | ----- | ----- | ----- | ----- | ----- | ----- | ----- |
| 1 809 | 1 925 | 2 229 | 1 890 | 1 961 | 1 969 | 1 707 | 1 549 | 1 539 |

| 1901  | 1906  | 1911  | 1921  | 1926  | 1931  | 1936  | 1946 | 1954  |
| ----- | ----- | ----- | ----- | ----- | ----- | ----- | ---- | ----- |
| 1 541 | 1 578 | 1 534 | 1 240 | 1 115 | 1 182 | 1 099 | 975  | 1 213 |

| 1962  | 1968  | 1975  | 1982  | 1990  | 1999  | 2005  | 2006  | 2010  |
| ----- | ----- | ----- | ----- | ----- | ----- | ----- | ----- | ----- |
| 1 184 | 1 286 | 1 526 | 1 580 | 1 543 | 1 647 | 1 737 | 1 746 | 1 679 |

| 2015  | 2020  | 2022  | - | - | - | - | - | - |
| ----- | ----- | ----- | - | - | - | - | - | - |
| 1 783 | 1 776 | 1 758 | - | - | - | - | - | - |

| selon la population municipale des années : | 1968 | 1975 | 1982 | 1990 | 1999 | 2006 | 2009 | 2013 |
| Rang de la commune dans le département      | 16   | 13   | 14   | 13   | 12   | 12   | 12   | 12   |
| Nombre de communes du département           | 340  | 340  | 340  | 340  | 340  | 340  | 340  | 340  |

Au début du XXe siècle, Luzech comptait 1578 habitants.

## Économie

### Revenus
En 2018, la commune compte 751 ménages fiscaux, regroupant 1 564 personnes. La médiane du revenu disponible par unité de consommation est de 20 690 € (20 740 € dans le département).

### Emploi
|                | 2008  | 2013  | 2018  |
| -------------- | ----- | ----- | ----- |
| Commune        | 6,6 % | 9,3 % | 7 %   |
| Département    | 7,3 % | 8,9 % | 9,6 % |
| France entière | 8,3 % | 10 %  | 10 %  |

En 2018, la population âgée de 15 à 64 ans s'élève à 1 020 personnes, parmi lesquelles on compte 75,4 % d'actifs (68,4 % ayant un emploi et 7 % de chômeurs) et 24,6 % d'inactifs,. Depuis 2008, le taux de chômage communal (au sens du recensement) des 15-64 ans est inférieur à celui de la France et du département.
La commune fait partie de la couronne de l'aire d'attraction de Cahors, du fait qu'au moins 15 % des actifs travaillent dans le pôle,. Elle compte 821 emplois en 2018, contre 833 en 2013 et 801 en 2008. Le nombre d'actifs ayant un emploi résidant dans la commune est de 703, soit un indicateur de concentration d'emploi de 116,9 % et un taux d'activité parmi les 15 ans ou plus de 49,5 %.
Sur ces 703 actifs de 15 ans ou plus ayant un emploi, 320 travaillent dans la commune, soit 46 % des habitants. Pour se rendre au travail, 73 % des habitants utilisent un véhicule personnel ou de fonction à quatre roues, 1,6 % les transports en commun, 18,1 % s'y rendent en deux-roues, à vélo ou à pied et 7,3 % n'ont pas besoin de transport (travail au domicile).

### Activités hors agriculture

#### Secteurs d'activités
141 établissements sont implantés  à Luzech au 31 décembre 2019. Le tableau ci-dessous en détaille le nombre par secteur d'activité et compare les ratios avec ceux du département,.
| Secteur d'activité                                                                                        | Commune | Commune | Département |
| Secteur d'activité                                                                                        | Nombre  | %       | %           |
| --- | ------- | ------- | ----------- |
| Ensemble                                                                                                  | 141     |         |             |
| Industrie manufacturière, industries extractives et autres                                                | 14      | 9,9 %   | (14 %)      |
| Construction                                                                                              | 22      | 15,6 %  | (13,9 %)    |
| Commerce de gros et de détail, transports, hébergement et restauration                                    | 37      | 26,2 %  | (29,9 %)    |
| Information et communication                                                                              | 2       | 1,4 %   | (1,8 %)     |
| Activités immobilières                                                                                    | 6       | 4,3 %   | (3,5 %)     |
| Activités spécialisées, scientifiques et techniques et activités de services administratifs et de soutien | 22      | 15,6 %  | (13,5 %)    |
| Administration publique, enseignement, santé humaine et action sociale                                    | 23      | 16,3 %  | (12 %)      |
| Autres activités de services                                                                              | 15      | 10,6 %  | (8,7 %)     |

Le secteur du commerce de gros et de détail, des transports, de l'hébergement et de la restauration est prépondérant sur la commune puisqu'il représente 26,2 % du nombre total d'établissements de la commune (37 sur les 141 entreprises implantées  à Luzech), contre 29,9 % au niveau départemental.

#### Entreprises et commerces
Les cinq entreprises ayant leur siège social sur le territoire communal qui génèrent le plus de chiffre d'affaires en 2020 sont : 
- Jde, travaux d'installation électrique dans tous locaux (781 k€)
- Lafon Freres Thierry Et Frederic, commerce de détail de boissons en magasin spécialisé (550 k€)
- Formasud, formation continue d'adultes (387 k€)
- Damien Henot, services funéraires (74 k€)
- Baumgartner Investissement, commerce de voitures et de véhicules automobiles légers (40 k€)

### Agriculture
La commune est dans la vallée du Lot », une petite région agricole s'étendant d'est en ouest et de part et d'autre du cours du Lot, particulièrement réputée pour ses vignes, celles du vignoble de Cahors plus précisément. En 2020, l'orientation technico-économique de l'agriculture  sur la commune est la viticulture.
|               | 1988 | 2000 | 2010 | 2020 |
| ------------- | ---- | ---- | ---- | ---- |
| Exploitations | 44   | 30   | 23   | 16   |
| SAU (ha)      | 449  | 381  | 352  | 301  |

Le nombre d'exploitations agricoles en activité et ayant leur siège dans la commune est passé de 44 lors du recensement agricole de 1988  à 30 en 2000 puis à 23 en 2010 et enfin à 16 en 2020, soit une baisse de 64 % en 32 ans. Le même mouvement est observé à l'échelle du département qui a perdu pendant cette période 60 % de ses exploitations,. La surface agricole utilisée sur la commune a également diminué, passant de 449 ha en 1988 à 301 ha en 2020. Parallèlement la surface agricole utilisée moyenne par exploitation a augmenté, passant de 10 à 19 ha.

## Vie locale

### Vie culturelle
La fête de Luzech se déroule chaque année à partir de la septième à la neuvième de septembre, inclus. Si ces dates tombaient en semaine, le 8 était chômé. La fête est réputée dans toute la région. On voit arriver des fêtards de tout le département, de Fumel, du Lot-et-Garonne; parfois même de Toulouse.

### Enseignement
Luzech fait partie de l'académie de Toulouse.

#### La cité scolaire
Le chantier de la cité scolaire a démarré en 2014. Cet établissement rassemblera les écoles maternelle, primaire et le collège. Le financement est assuré par le département du Lot et la ville de Luzech pour un montant total de 16,4 M€ dont 12 M€ pour le collège. La première pierre a été posée le 19 décembre 2014 par Serge Rigal (président du Département), Gérard Alazard (maire de Luzech) et trois enfants de maternelle, primaire et le collège. Le collège peut accueillir 450 élèves avec la possibilité d'extension à 500, l'école primaire 150 et la maternelle 90 sur 6 000 m2. Trente entreprises dont un tiers sont du département du Lot ont assuré les travaux.
Le 26 septembre 2016, 1 300 personnes ont pu découvrir la cité scolaire lors d'une journée récréative. Cet établissement a été inauguré officiellement par le président de la République François Hollande le 20 avril 2017 en présence de Serge Rigal, président du Département, et Gérard Alazard, maire de Luzech.

#### Le collège l'Impernal
Le collège l'Impernal de Luzech est situé sur la rive gauche du Lot à 150 mètres au sud de l'axe est-ouest D8. Pour l'année scolaire 2014-2015, 292 élèves y sont scolarisés et répartis en douze classes sur quatre niveaux de la sixième à la troisième. 51 élèves font partie de la Section sportive rugby. Ce collège, situé en zone inondable a été déplacé à la nouvelle cité scolaire.

#### École primaire
L'école primaire publique accueille 69 élèves répartis en 3 classes.

#### École maternelle
L'école maternelle publique accueillait 71 enfants, répartis en 3 classes, lors de la rentrée 2012.

### Sports
Le club de rugby à XV, l'Union Sportive Luzechoise évolue dans le Championnat de France de 3e division fédérale pour la saison 2010-2011. Elle descend en Honneur pour la saison 2011-2012. En 2013-2014, elle évolue en Promotion Honneur.

## Culture locale et patrimoine

### Lieux et monuments
- Château de Caïx
- Château de Camy
- Château de Luzech ou Tour de Luzech[56]. Tour de l'ancien château de Luzech a été classée monument historique au 18 février 1905[57].
- l'Uxellodunum
- Chapelle de Notre-Dame-de-l'Île : la chapelle de Notre-Dame de l'île à 3 km au Sud, datée de 1504, elle est due à l'évêque Antoine de Luzech, elle abrite une vierge à l'Enfant du XVe siècle. L'édifice est inscrit au titre des monuments historiques en 1929[58].
- Chapelle Saint-Jacques de Luzech ou des Pénitents Bleus : la chapelle gothique des pénitents bleus construite en briques, elle se distingue des autres monuments de culte de la région. La chapelle est inscrite au titre des monuments historiques en 1995[59].
- L'église Saint-Pierre, ou Saint-Pierre-et-Saint-Paul[60], des XIVe et XVe siècles se compose d'une nef de trois travées, flanquée de bas-côtés, et d’un chevet plat ajouré d'une baie à remplage. Le clocher-tour carré, massif, s'élève au-dessus du chœur.
- Église Saint-Martin de Caïx : l'église de Caïx à 2 km au nord de Luzech, en direction de Caillac est inscrite au titre des monuments historiques en 1993[61].
- L'église Notre-Dame de Camy à 3 km à l'ouest de Luzech, en direction de Castelfranc est inscrite au titre des monuments historiques en 1976[62].
- L'église Saint-Martin de Fages[63] à 3 km à l'ouest de Luzech, sur le plateau possède  maître-autel conserve un remarquable petit tabernacle en bois doré, avec trois statuettes, sans doute commandé en 1670 à deux artisans de Cahors, le sculpteur Bertrand Rouzières et le doreur Olivier Auzole[64]. L'édifice est référencé dans la base Mérimée et à l'Inventaire général de la région Occitanie[65]. Deux objets (statue, maître-autel) sont référencés dans la base Palissy[65].
- Monument aux morts signé Henri Bouchard
- Maison des Consuls[66] est inscrite au titre des monuments historiques en 1974[67].
- Oppidum de l'Impernal : Oppidum situé sur la colline de l'Impernal[68] classé monument historique en 1984[69].

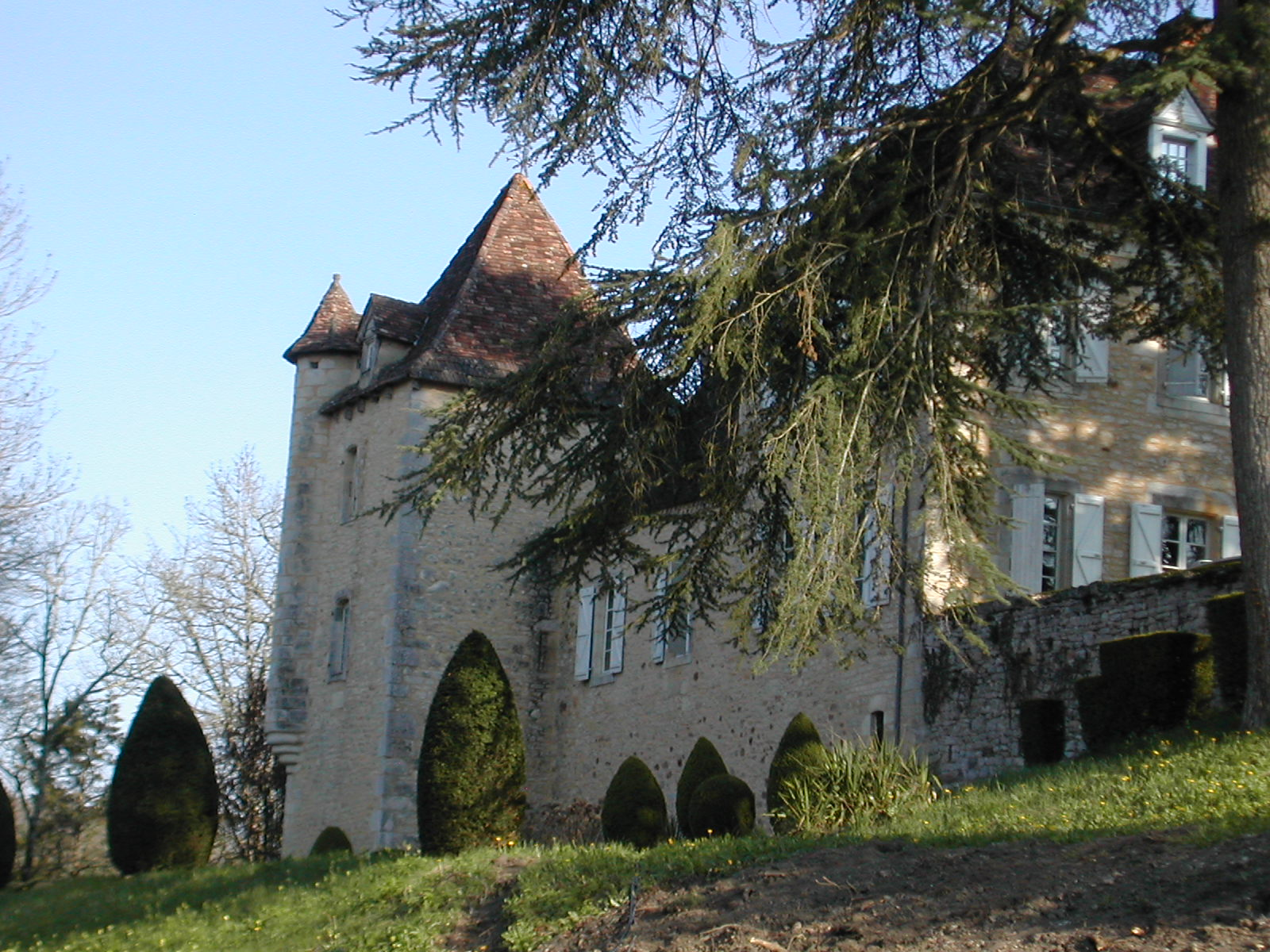
Château de Camy.
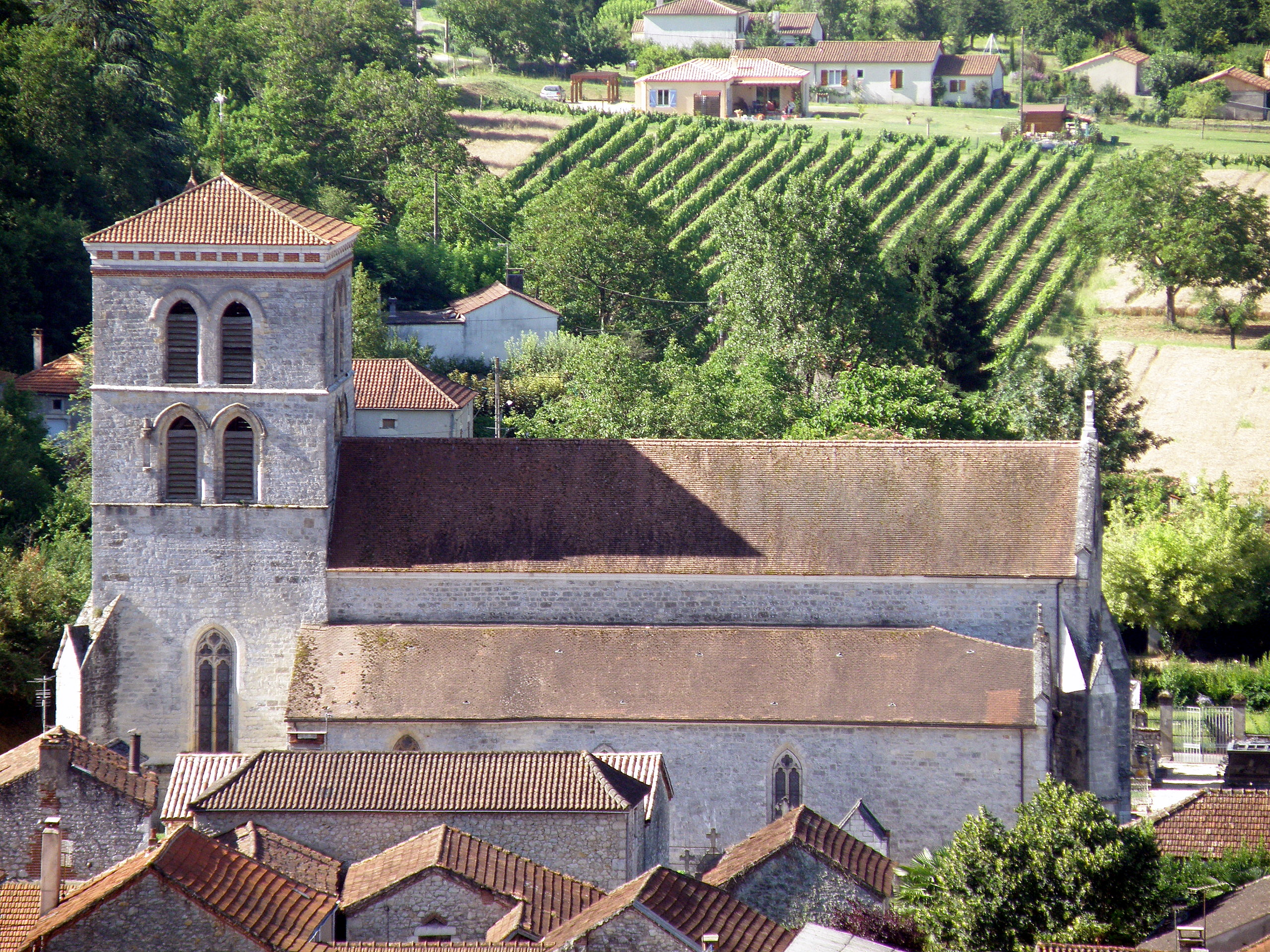
Église gothique Saint-Pierre.
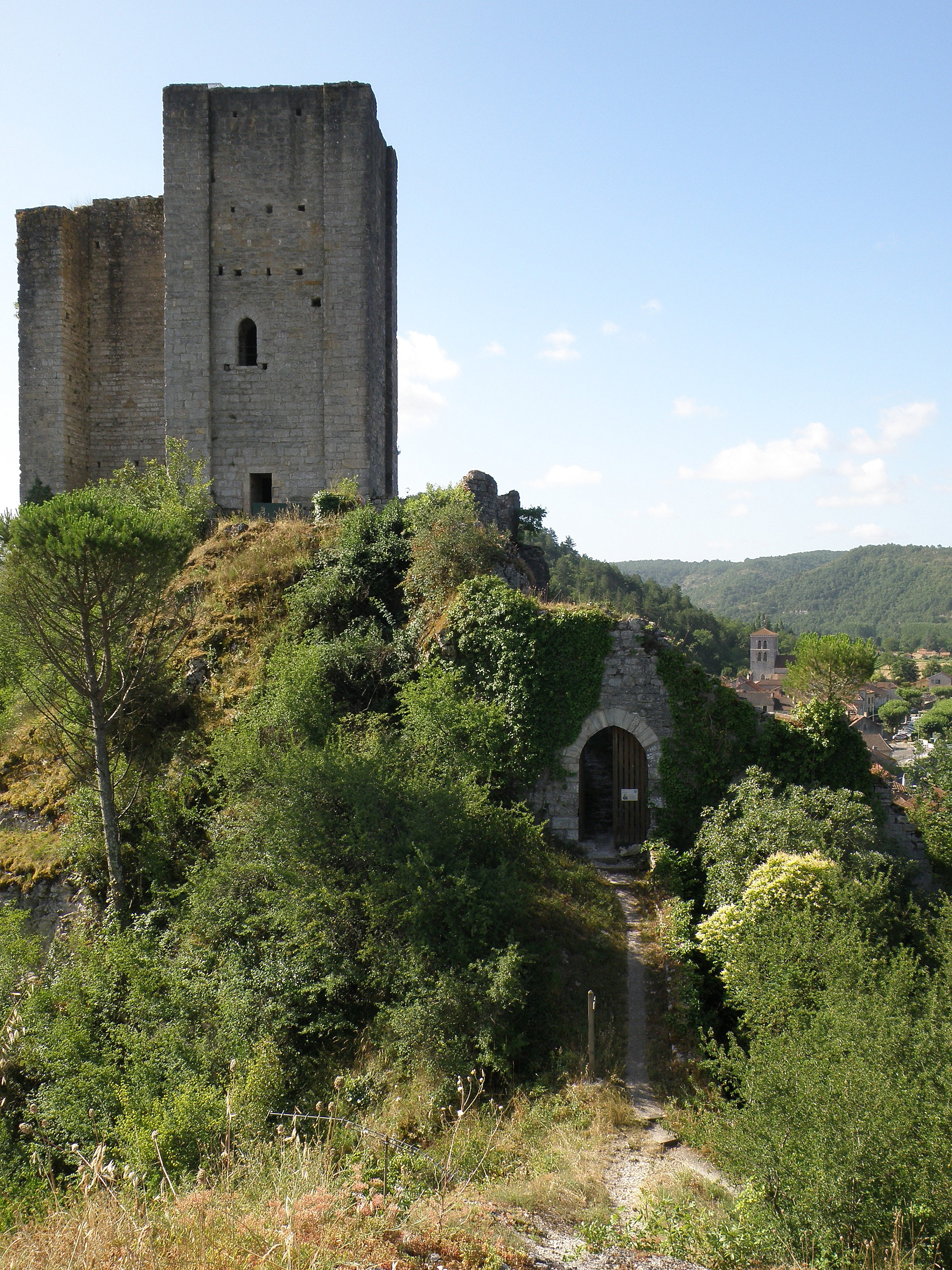
Tour de l'ancien château de Luzech.
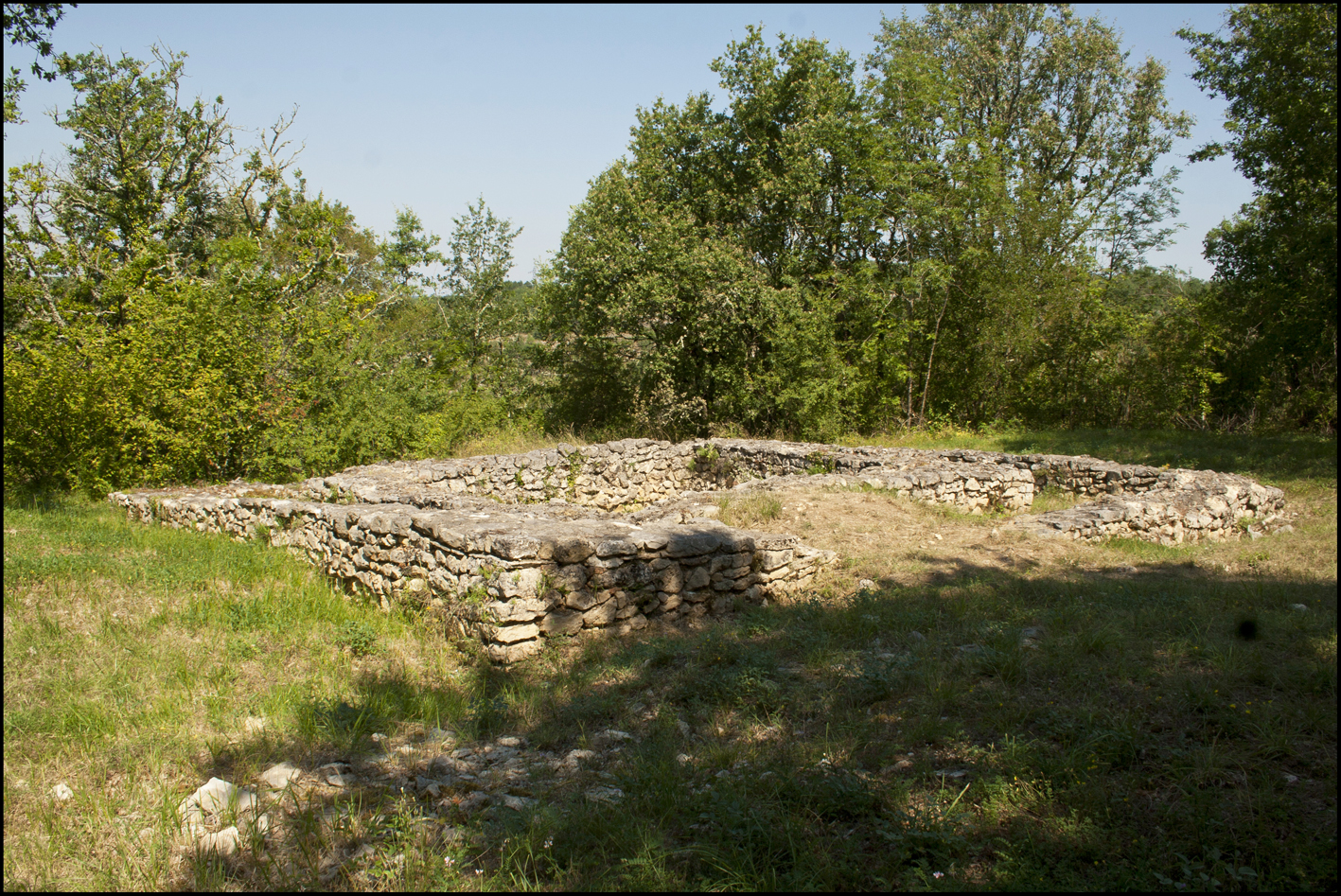
Oppidum de Luzech.

### Personnalités liées à la commune
- Guillaume Guilhou, homme politique né en 1740 à Luzech (Lot) et décédé le 19 mai 1833 à Saint-Vincent-de-Rive-d'Ott (Lot).
- Margrethe II de Danemark, reine de Danemark, (née en 1940), est propriétaire du château de Caïx.
- Henri de Laborde de Monpezat, prince consort « retraité » de Danemark, (1934-2018), était propriétaire du château de Caïx.
- Bernadette Ségol, secrétaire générale de la Confédération européenne des syndicats, est native de Luzech.

### Héraldique
| Luzech | Son blasonnement est : Écartelé : aux 1 et 4 d'argent au griffon d'azur, armé et lampassé de gueules, aux 2 et 3 d'azur au croissant d'argent. |